# Gala (artist)
Gala Rizzatto, född 6 september 1975, är en italiensk sångare känd under artistnamnet Gala. Hon är mest känd för låten Freed From Desire från 1996. Hon är bosatt i New York.

## Diskografi

### Album
- L'album (1997)
- Come into My Life (1997)
- Tough Love EP (2009)
- Tough Love (2009)

### Singlar
- Everyone Has Inside (1996)
- Freed from Desire (1996)
- Come into My Life (1997)
- Let a Boy Cry (1997)
- Suddenly (1997)
- Faraway (2005)
- Tough Love (2009)
- Freed From Desire (Un-Remix) (2009)